# Death of a Martian
Death of a Martian är en låt av rockgruppen Red Hot Chili Peppers. Låten är en hyllning till bandets basist Fleas dotter Clara och hennes hund, vilken dog under den period då bandet spelade in albumet Stadium Arcadium.
Låten är skriven av Anthony Kiedis.